# Строкатий королець
Строкатий королець (Poecilodryas) — рід горобцеподібних птахів родини тоутоваєвих (Petroicidae). Представники цього роду мешкають в Австралії та на Новій Гвінеї.

## Види
Міжнародна спілка орнітологів визнає чотири види:
- Королець рудобокий (Poecilodryas cerviniventris)
- Королець широкобровий (Poecilodryas brachyura)
- Королець строкатий (Poecilodryas hypoleuca)
- Королець сіроволий (Poecilodryas superciliosa)

## Етимологія
Наукова назва роду Poecilodryas представляє сполучення слів дав.-гр. ποικιλος — строкатий і δρυαδος — дріада.